# Syncomistes kimberleyensis
Syncomistes kimberleyensis är en fiskart som beskrevs av Vari, 1978. Syncomistes kimberleyensis ingår i släktet Syncomistes och familjen Terapontidae. IUCN kategoriserar arten globalt som nära hotad. Inga underarter finns listade i Catalogue of Life.